# Hogna etoshana
Hogna etoshana este o specie de păianjeni din genul Hogna, familia Lycosidae, descrisă de Roewer, 1959.
Este endemică în Namibia. Conform Catalogue of Life specia Hogna etoshana nu are subspecii cunoscute.